# Neulicht

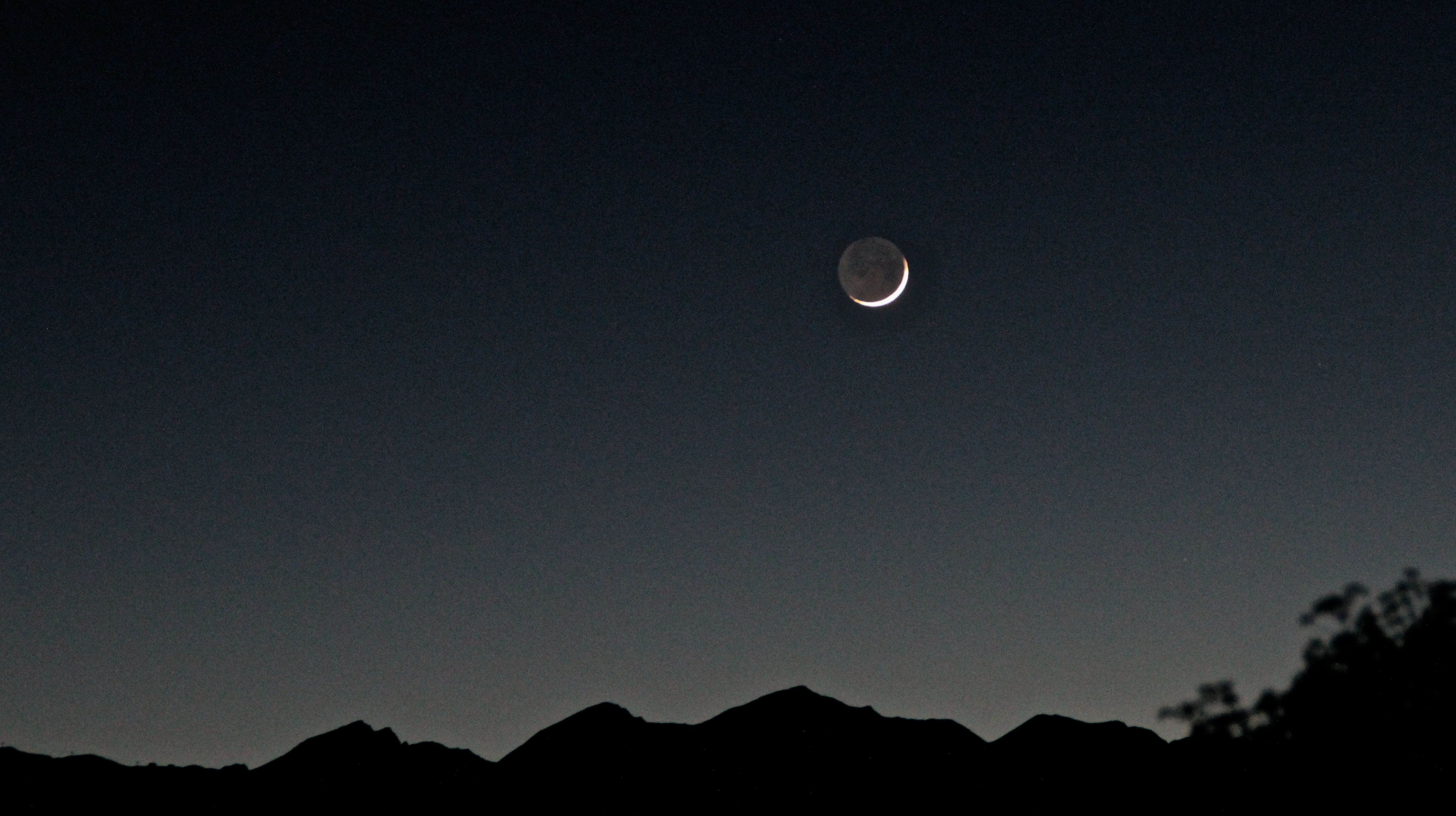
Zunehmende Mondsichel mit Erdschein in der Abenddämmerung über dem westlichen Horizont in den Alpen, etwa 1 Tag 15 Stunden nach Neumond

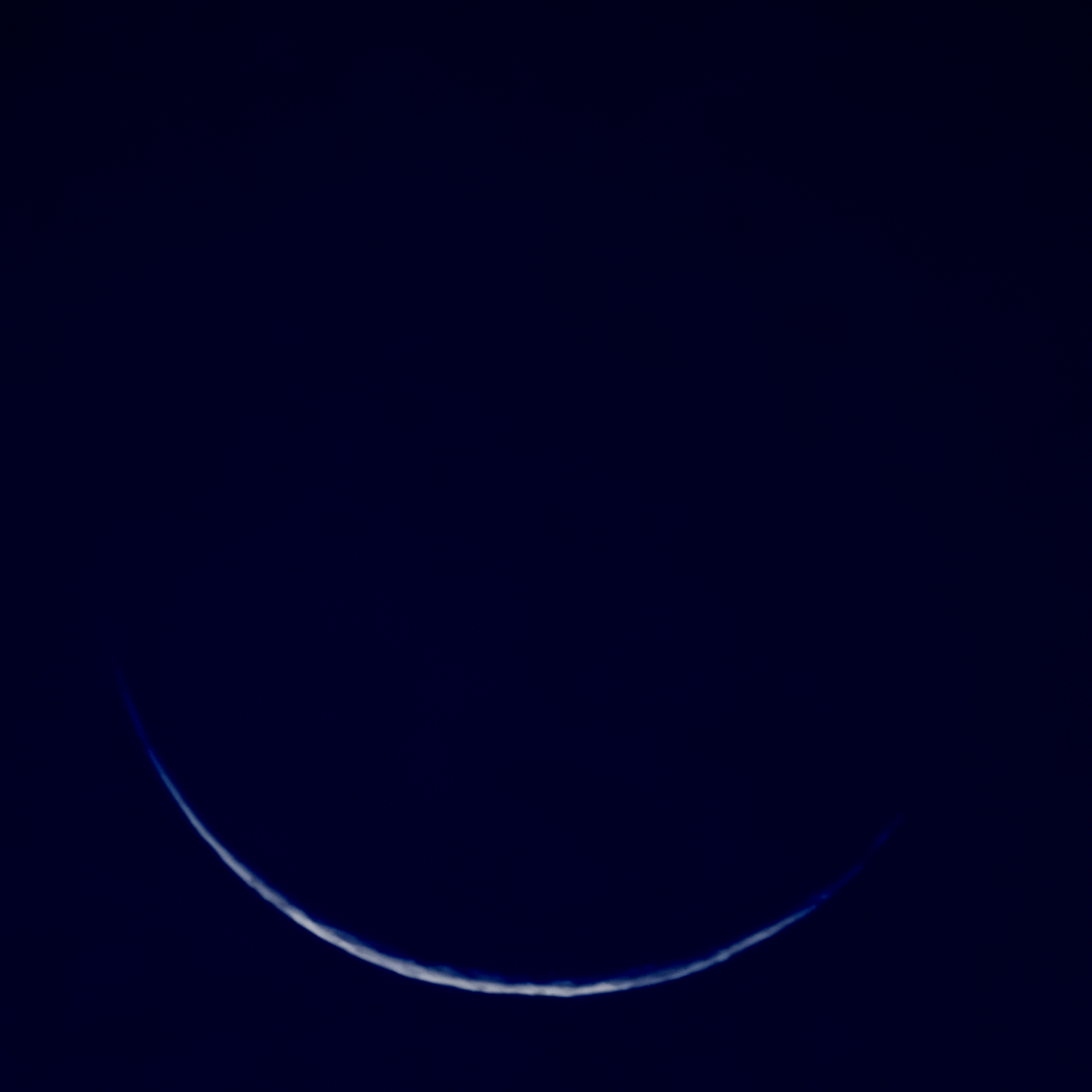
Altlicht des abnehmenden Mondes (Morgenletzt) beim heliakischen Aufgang am östlichen Himmel der nördlichen Hemisphäre in der Morgendämmerung

Neulicht bezeichnet den Augenblick, wenn man zum ersten Mal (Abenderst) nach Neumond die Kontur des zunehmenden Mondes als schmale Sichel über dem westlichen Horizont am Himmel sehen kann. In Mitteleuropa gelingt dies 1 bis 2 Tage nach Neumond. Demgegenüber wird die letztmals (Morgenletzt) vor einem Neumond sichtbare abnehmende Mondsichel das Altlicht genannt.
Zwischen Altlicht als Morgenletzt und Neulicht als Abenderst liegt die Neumondphase: Von der Erde aus ist der Mond aufgrund seiner Nähe zur Sonne am Firmament unsichtbar und kann nur exakt zu Neumond durch eine Sonnenfinsternis auffallen, falls er die Sonne bedeckt.
In einigen Kalendern wird durch Bezug auf das Altlicht oder das Neulicht festgelegt, wann ein neuer Monat anfängt. Der genaue Zeitpunkt dieser Phänomene hängt allerdings nicht allein vom aktuellen Mondumlauf ab, sondern auch vom Standort, der Sicht und anderen Bedingungen der Beobachtung.

## Grundlagen

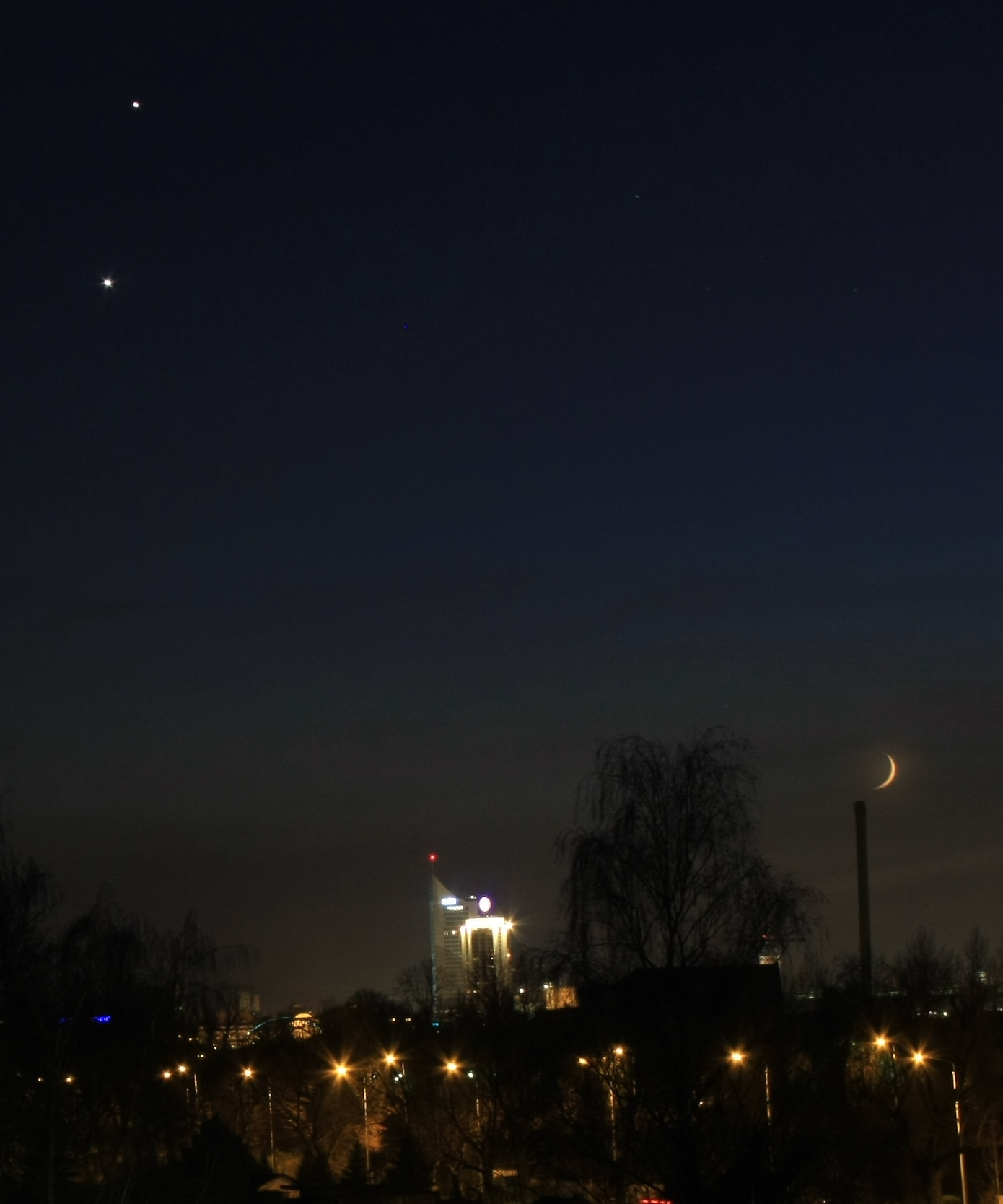
3 Tage alte Mondsichel abends über dem westlichen Horizont in Leipzig, daneben auch Venus und Jupiter

Auch bei gleichem Beobachtungsort und vergleichbaren Bedingungen der Sichtbarkeit ist das Zeitintervall zwischen aufeinanderfolgenden Neulicht-Phänomenen nicht gleich. Ein voller Zyklus der Mondphasen kann nämlich unterschiedlich lange dauern. Ein solcher auf die Stellung zur Sonne bezogener Umlauf stellt eine synodische Periode dar und wird oft von Vollmond zu Vollmond angegeben; als Mondumlauf von Neumond zu Neumond heißt er auch wahre Lunation. Deren Dauer ändert sich von einer Lunation zur nächsten und schwankt zwischen 29 Tagen 6  Stunden 35 Minuten (29,274 d) und 29 Tagen 19 Stunden 55 Minuten (29,830 d). Der ermittelte Durchschnittswert wird als mittlere Lunation beziehungsweise als synodischer Monat bezeichnet und beträgt 29 Tage 12 Stunden 44 Minuten (29,53059 d). Von diesem Mittelwert kann der aktuelle Wert also um über 7 Stunden abweichen, von einer Lunation zur nächstfolgenden kann die Differenz mehr als 4 Stunden betragen.
Da die Bahngeschwindigkeit ebenfalls variiert, kann es nach Neumond verschieden lange dauern, bis der Mond jene Stellung erreicht, bei der ein Beobachter auf der Erde wieder eine Lichtgestalt erkennen kann. Das an Strukturen der schattenwerfenden Mondoberfläche reflektierte Sonnenlicht wird dann als feine Sichel wahrnehmbar, deren Spitzen die polnahen Bögen noch fehlen können. Die schmale Mondsichel ist mit bloßem Auge allerdings erst wahrzunehmen, wenn ihr scheinbarer Abstand von der Sonne einen Winkel von mindestens 7° hat, darunter nicht (Danjon-Limit).
Sichtbar wird die Mondsichel am jeweiligen Beobachtungsort dann, wenn sie über dem Horizont steht und nicht von der Sonne überstrahlt wird. Ungefähr in der Mitte der Zeitspanne nach Sonnenuntergang und vor Monduntergang liegt die beste Beobachtungszeit, um erstmals die feine zunehmende Mondsichel am Westhorizont zu entdecken, als Neulicht zu sichten.

### Sichtbarkeiten
Als Altlicht geht die Sichel des abnehmenden Mondes am Morgen der letzten Sichtbarkeit (Morgenletzt) am Osthimmel vor der Sonne auf und wird anschließend von ihr überstrahlt. Die nachfolgende Konjunktion, Neumond, kann zu verschiedener Tages- oder Nachtzeit stattfinden.

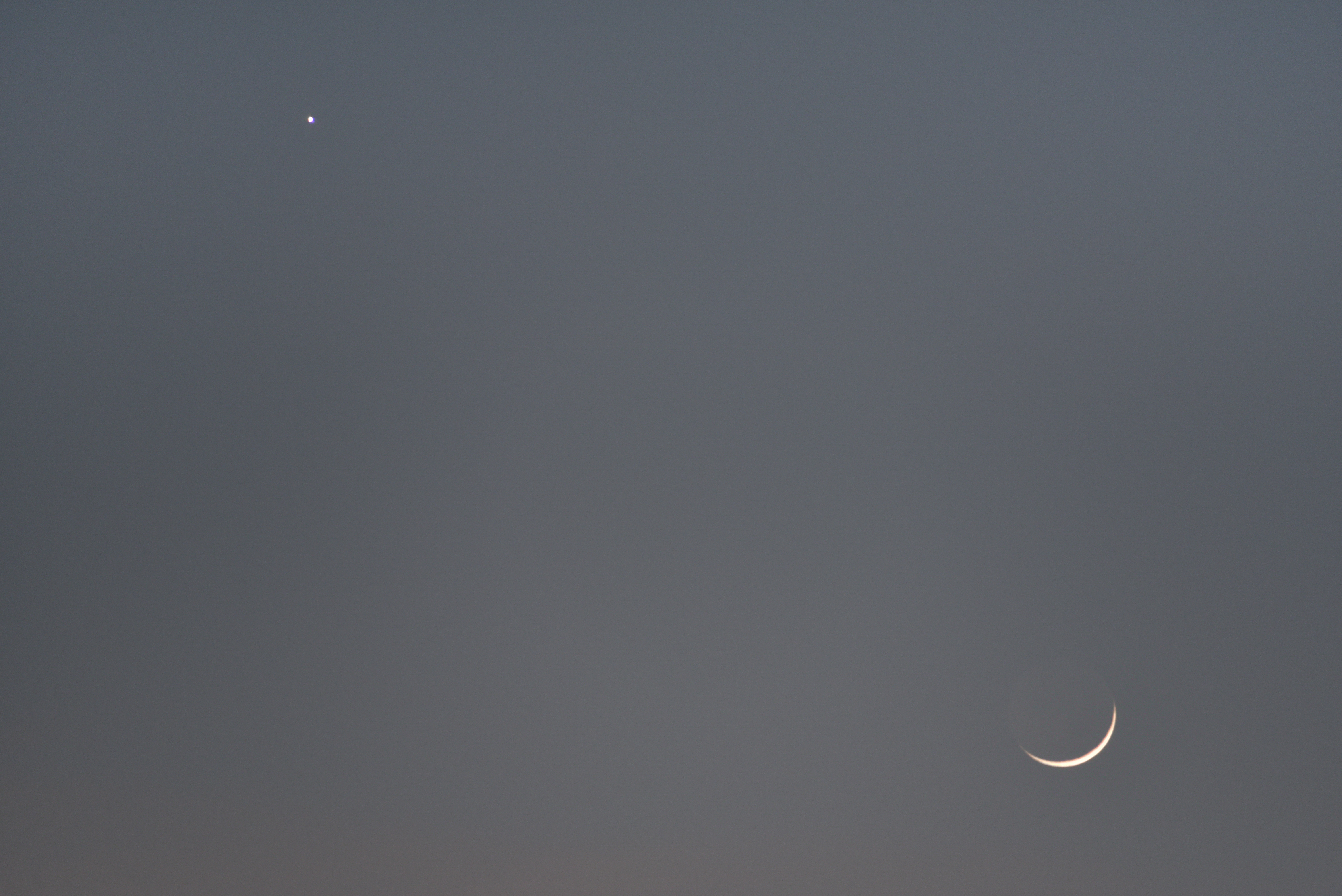
Zunehmende Mondsichel und Abendstern über dem westlichen Horizont kurz nach Sonnenuntergang

Am Abend nach der Konjunktion kann der Winkelabstand des Mondes von der Sonne bereits so groß sein (über 7°), dass nach Sonnenuntergang unter günstigen Bedingungen die junge Mondsichel (Neulicht) des zunehmenden Mondes am Westhimmel erstmals (Abenderst) kurz vor ihrem akronyktischen Untergang sichtbar wird.
Die Sichtbarkeits-Faktoren Anomalie und Breite des Mondes ändern sich zwischen Altlicht und folgendem Neulicht nur wenig, sodass die beiden Situationen bezüglich desselben Neumondtermins annähernd spiegelbildlich sind. Den größten Einfluss auf die Sichtbarkeit der schmalen Mondsichel hat der Winkel, den die Verbindungslinie Sonne-Mond mit dem Horizont bildet (siehe parallaktischer Winkel). Er hängt von der geografischen Breite und von der Jahreszeit ab sowie von der aktuellen Position des Mondes bezüglich der Ekliptik.
Die Zeitspanne bis zur Sichtbarkeit des Neulichts beträgt für Orte auf dem Äquator etwa 16 bis 24 Stunden. In der Region vom 29. bis 32. nördlichen Breitengrad tritt das Neulicht, je nach Jahreszeit, zwischen 18 und 42 Stunden nach Neumond ein. Am 60. nördlichen Breitengrad kann es bis zu 59 Stunden, also rund 2½ Tage dauern. Je weiter der Beobachtungsort vom Äquator entfernt liegt, desto länger kann es bis zur erstmaligen Sichtbarkeit des Mondlichts dauern und umso größer werden auch die Differenzen zwischen den jahreszeitlich unterschiedlichen Zeitspannen.
Das zutreffende Datum für ein mögliches Neulicht oder Altlicht an einem bestimmten Standort kann nicht nur ziemlich genau im Voraus berechnet werden, sondern es lässt sich auch zurückrechnen und mit Aufzeichnungen der Mondphasen aus dem Altertum vergleichen. So kann die astronomische Phänomenologie manche Datierungen der Historiker unabhängig überprüfen.

### Einflüsse auf die Sichtbarkeiten
Drei Faktoren wirken sich auf die örtliche und zeitliche Sichtbarkeit aus:
- Anomalie des Mondes: Die sich fortwährend ändernde Distanz des Mondes zur Erde verursacht für den irdischen Beobachter bei gleichen Zeitintervallen verschiedene Winkeldistanzen Sonne-Mond (siehe zweites Keplergesetz).
- Breite des Mondes: Da die Mondbahn gegen die Ekliptik geneigt ist, kann sich der Mond 5,3° über oder unter der Ekliptik bewegen. Außerdem wirkt die tägliche Parallaxe um bis zu 1° und die Ebenen der Mond- und Sonnenbahn drehen sich langsam rückläufig zur Mondbewegung. Daher variieren die maximalen Abstände des Mondes von der Ekliptik.
- Lage der Ekliptik: Der Winkel zwischen Ekliptik und Westhorizont verändert sich zwischen den Äquinoktien, die im Herbst und im Frühjahr liegen. Für den 30. Breitengrad etwa ergibt sich dadurch eine Schwankungsbreite von 36,6° bis 83,4° (90° - 30° ± 23,4°).

Je flacher die Ekliptik zum Horizont liegt, desto länger bleibt der Mond unsichtbar. Bei steilem Verlauf der Ekliptik, im Frühjahr am Abendhimmel auf der nördlichen Hemisphäre, verläuft auch die scheinbare Mondbahn steiler. Eine schmale Mondsichel steht dann bei Sonnenaufgang bzw. Sonnenuntergang höher über dem Horizont und ist so besser zu sehen. Infolge der Ekliptikschiefe (23,4°) sind die Sichtbarkeiten für Neulicht wie Altlicht daher mit zunehmender geographischer Breite stärker von der Jahreszeit abhängig.

## Kalenderformen
In vielen Lunar- und Lunisolarkalendern markiert das Neulicht den Beginn eines neuen Monats. Dabei wird inzwischen für den Monatsbeginn meist jener berechnete Zeitpunkt zugrunde gelegt, an dem – unabhängig von eventuellen Witterungseinflüssen – das Neulicht theoretisch sichtbar sein müsste. Wenige Kalenderpraktiken machen ihn noch vom Akt der Neulichtsichtung abhängig.
Bis zum 2. Jahrtausend v. Chr. wurde hingegen zumeist der Beginn eines neuen Monats erst verkündet, nachdem die Sichel des neuen Mondes tatsächlich gesichtet wurde. Im jüdischen Kalender war das bis zur Zerstörung des Jerusalemer Tempels (70 n. Chr.) der Fall. Einige wenige Kalender, zum Beispiel die nichtzyklische Variante des islamischen Kalenders, basieren auch heute noch ausschließlich auf Beobachtung. So wird beispielsweise in Ägypten der Beginn des Ramadans durch die Sichtung des Neulichtes in Assuan bestimmt, wobei das gesichtete Neulicht telefonisch nach Kairo gemeldet und anschließend die Ausrufung des Ramadans vorgenommen wird (Stand vor 1985).